# Toma de Zacatecas (1811)
La Toma de Zacatecas de 1811 fue una acción militar de la Guerra de Independencia de México, efectuada  el 15 de abril de 1811, en la ciudad de Zacatecas, Zacatecas. Los insurgentes comandados por el general Ignacio López Rayón lograron derrotar a las fuerzas realistas del coronel José Manuel de Ochoa.

## Antecedentes
Luego de la retirada de Miguel Hidalgo y los demás insurgentes al norte de México gracias a su derrota sufrida en la batalla de Puente de Calderón, el 16 de marzo de 1811 celebraron una junta en Saltillo, Coahuila, con motivo de nombrar a un jefe que coordinara las tropas y las acciones desde el norte, con el fin de mantener la lucha independentista. A pesar de ser militares de carrera, Mariano Abasolo y Joaquín Arias no aceptaron el cargo, al final de la misma se aceptó la solicitud de Ignacio López Rayón, nombrándosele Jefe Supremo y a José María Liceaga, subjefe de la misma.

## Batalla
Al conocer de la captura de los comandantes insurgentes en Acatita de Baján, López Rayón huyó de Coahuila el 26 de marzo, dirigiéndose a Zacatecas; siendo este seguido por el jefe realista José Manuel Ochoa, con el que libró la Batalla del Puerto de Piñones, derrotando a Ochoa y obteniendo armamento. Luego de varios combates, el 15 de abril López Rayón tomó Zacatecas, ahí fundió artillería, fabricó pólvora y dio uniforme a sus tropas. Desde allí se fue a La Piedad, Michoacán, donde se unió con las fuerzas de José Antonio Torres.